# 普洛耶什蒂-阿爾比察高速公路
普洛耶什蒂-阿爾比察高速公路（羅馬尼亞語：Autostrada Ploiești–Albița）是羅馬尼亞一條規劃中的高速公路，連接石化工業重鎮普洛耶什蒂和接壤摩爾多瓦邊境的阿爾比察，完成後全長314公里。預計2016年全線通車。